# Bregenzerwald
| Region Bregenzerwald | Region Bregenzerwald          |
| -------------------- | ----------------------------- |
| Bregenzerwald (rot)  |                               |
| Lage                 |                               |
| Staat:               | Österreich                    |
| Bundesland:          | Vorarlberg                    |
| Politischer Bezirk:  | Bregenz                       |
| Lage:                | 47° 22′ N, 9° 55′ O           |
| Details              |                               |
| Einwohner:           | 30.041 (Stand: 30. Juni 2010) |
| Postleitzahl:        | 6767, 6861–6888, 6933–6952    |
| Telefonvorwahl:      | 0551x, 05579, 05583           |
| Kfz-Kennzeichen:     | B                             |
| Adressen             |                               |
| Website:             | www.bregenzerwald.at          |

Bregenzerwald ist die Bezeichnung für eine Region und Gebirgslandschaft im österreichischen Bundesland Vorarlberg. Diese umfasst im Wesentlichen das Einzugsgebiet der Bregenzer Ach südöstlich von Bregenz, in der Nähe des Bodensees, bis an den Hochtannbergpass.
Der Bregenzerwald ist vor allem für seine Architektur, die Landschaftspflege durch die Dreistufenlandwirtschaft (Tal – Vorsäß/Maiensäss – Alpen/Almen), die zugehörigen Sennereiprodukte sowie für den Wintersport bekannt.

## Schreibweise und zum Begriff
„Bregenzerwald“ ist die in Vorarlberg und meistens auch im übrigen Österreich gängige Schreibweise. In Deutschland wird zum Teil auch die Schreibweise „Bregenzer Wald“ verwendet. Dieter Seibert, der Autor der Alpenvereinsführer der Region, weist darauf hin, dass die Gegend heute kein reines Waldgebiet mehr ist, sondern eine Kulturlandschaft mit Almen/Alpen, man daher nicht mehr von einem Bregenzer „Wald“ sprechen kann, sondern einen Regionsbegriff vorliegen hat, die getrennte Schreibweise also veraltet wäre.
Der Name Bregenzerwaldgebirge wird dagegen im Zusammenhang mit der Einteilung der Alpen in Untergruppen verwendet. Beide Begriffe sind nicht deckungsgleich. Der Bregenzerwald umfasst auch Teile der Allgäuer Alpen und des Lechquellengebirges. Umgekehrt greift das Bregenzerwaldgebirge auch in die Landschaften des Rheintals, des Walgaus und des Großen Walsertals aus.

## Lage und Landschaft

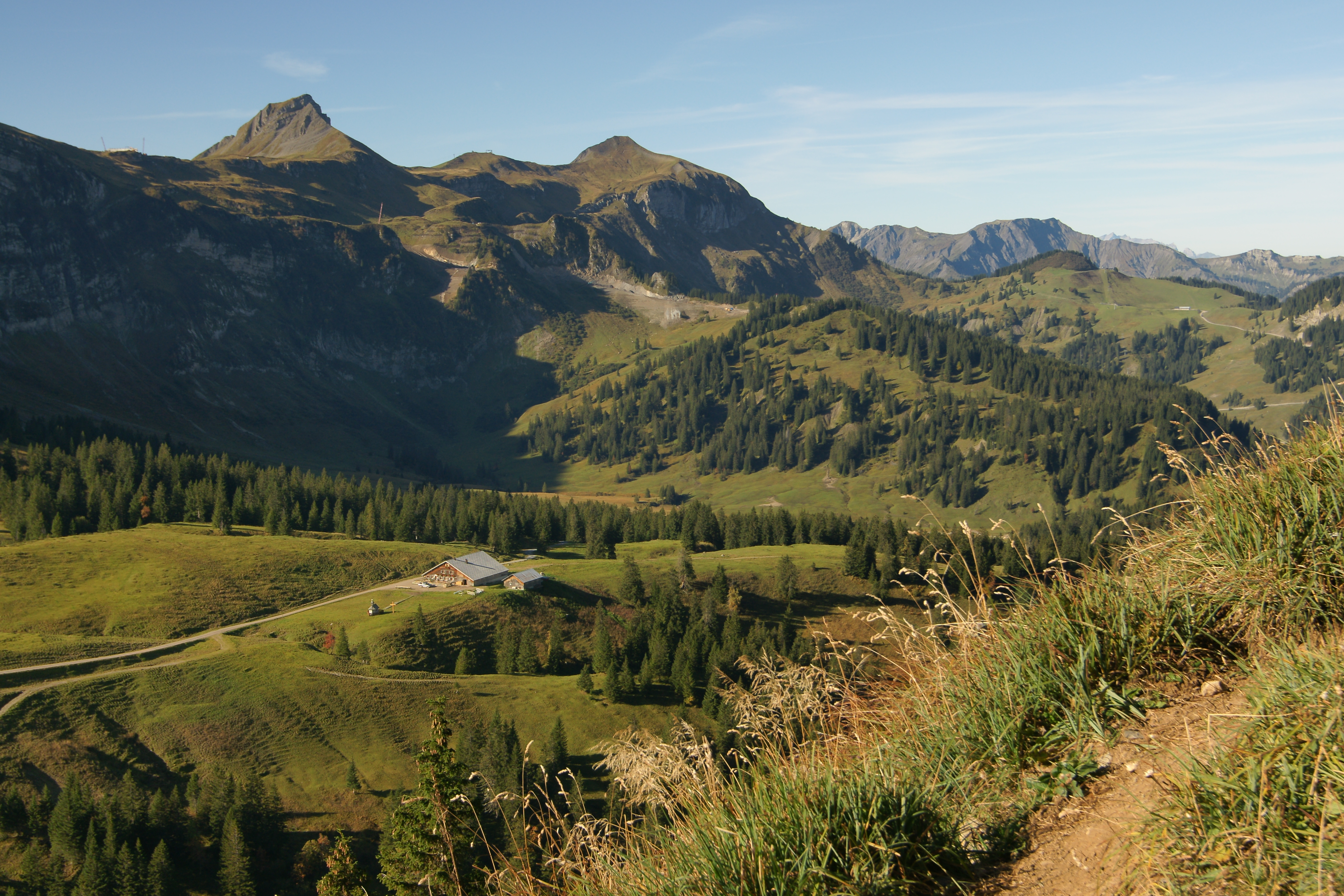
Hinterer Bregenzerwald

Der Bregenzerwald grenzt im Westen an die im Rheintal befindliche Bodenseeregion, im Norden an Deutschland bzw. Bayern (Landkreise Lindau und Oberallgäu), im Nordosten an das Kleinwalsertal, im Osten am Tannberg an das Hochtannberggebiet und im Süden an das Große Walsertal. Im Nordwesten grenzt er an das Leiblachtal, im Südwesten an das Laternsertal, das über das Furkajoch erreichbar ist.
| Leiblachtal           | Oberallgäu       | Kleinwalsertal     |
| Vorarlberger Rheintal |                  | Hochtannberggebiet |
| Laternsertal          | Großes Walsertal |                    |

### Gemeinden und Gliederung
Als Hauptort des Bregenzerwalds wird aus historischen Gründen die Marktgemeinde Bezau angesehen, wenngleich die Marktgemeinde Egg sowie die Gemeinden Alberschwende und Andelsbuch einwohnermäßig größer sind.
Die Gemeinden Langen und Buch befinden sich zwar in der Region Bodensee-Alpenrhein (Rheintal), sind aber beispielsweise trotzdem Orte der Käsestraße Bregenzerwald.

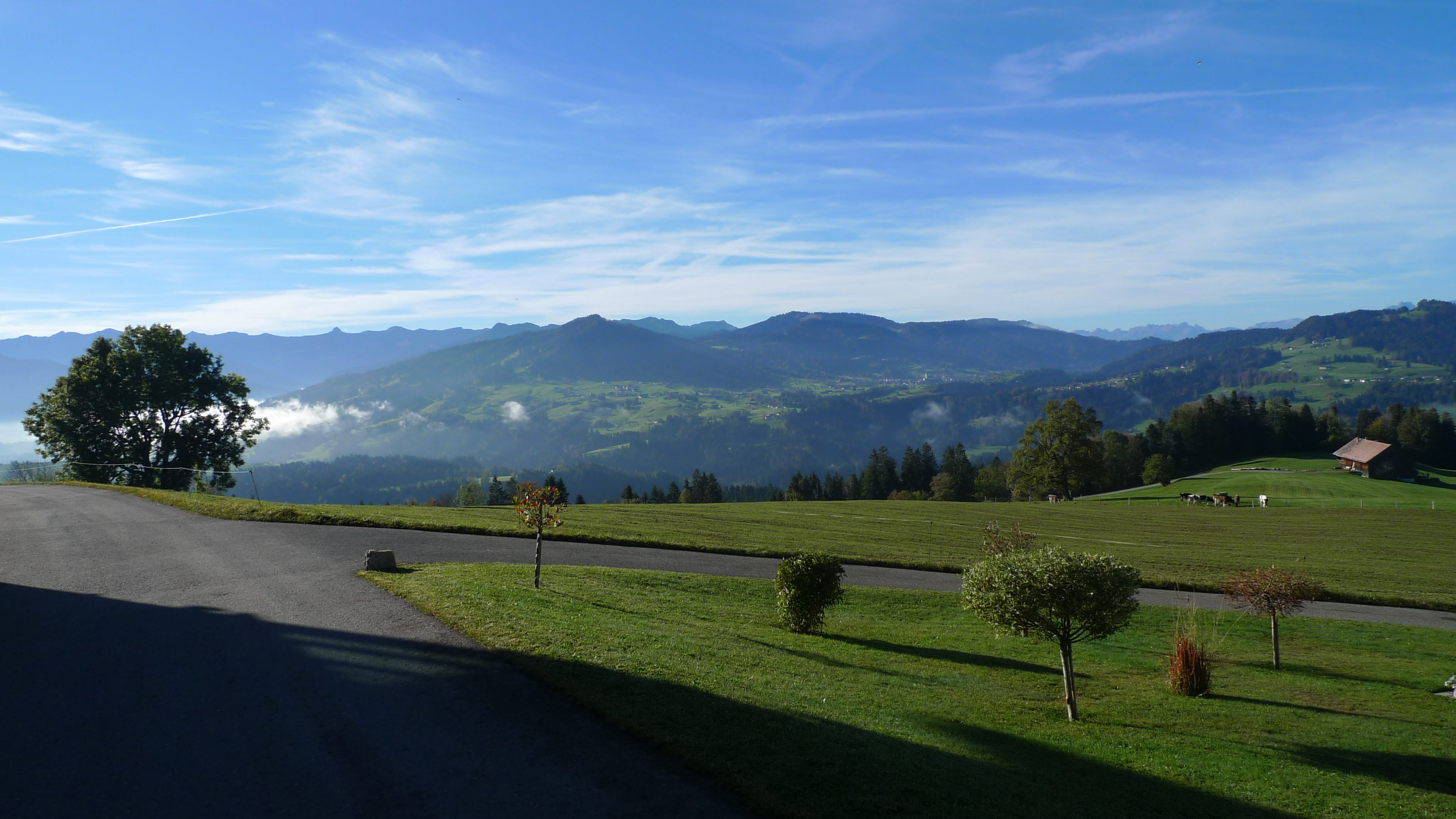
Vorderer Bregenzerwald oberhalb von Doren. Blick nach Süden in Richtung Alberschwende

Zum Vorderen Bregenzerwald gehört geographisch und historisch auch die deutsche Gemeinde Balderschwang (Bayern). 1805 kam der Ort im Frieden von Pressburg mit ganz Vorarlberg von Vorderösterreich zum damaligen Königreich Bayern. Während 1814 Vorarlberg mit den Wäldergemeinden zu Österreich zurückkehrte, blieb Balderschwang bei der Grenzziehung aus ungeklärten Gründen bei Bayern. Heute gehört der Ort zum schwäbischen Landkreis Oberallgäu.
Die Gemeinden Egg, Andelsbuch und Schwarzenberg werden auch des Öfteren als Mittelbregenzerwald bezeichnet.
Der Gerichtsbezirk Bezau deckt sich nicht vollständig mit der Region Bregenzerwald: Alberschwende, Doren, Riefensberg und Sulzberg sind dem Gerichtsbezirk Bregenz unterstellt, dafür gehört das kleine Walsertal zum Bezauer Gericht. Warth gehört bereits zum Hochtannberggebiet, wird aber auch teilweise zum Bregenzerwald gerechnet.

### Naturschutzgebiete
Der Naturpark Nagelfluhkette ist der erste grenzüberschreitende Naturpark zwischen Deutschland und Österreich und damit ein internationales Pilotprojekt. Es ist 15.410 ha groß, umfasst sechs bayerische und acht Vorarlberger Gemeinden und bildet den Übergang zwischen dem Allgäu und dem Bregenzerwald. Die Nagelfluh ist ein Konglomerat aus Rundgestein, das über 25 Millionen Jahre zusammengedrückt wurde.
Der Biosphärenpark Großes Walsertal liegt in der Nachbarschaft des Bregenzerwaldes und umfasst 19.231 ha. Das Biosphärenreservat ist seit November 2000 ein UNESCO-Biosphärenpark und damit das erste UNESCO-Reservat Vorarlbergs. Es setzt sich für eine nachhaltige Wirtschaft und Tourismus in der Region ein und bietet eine Plattform für Diskussionen über Nachhaltigkeit, Gesellschaft und Politik. Von etwa 180 Farmen im Reservat sind etwa 42 Prozent Bio-Farmen.

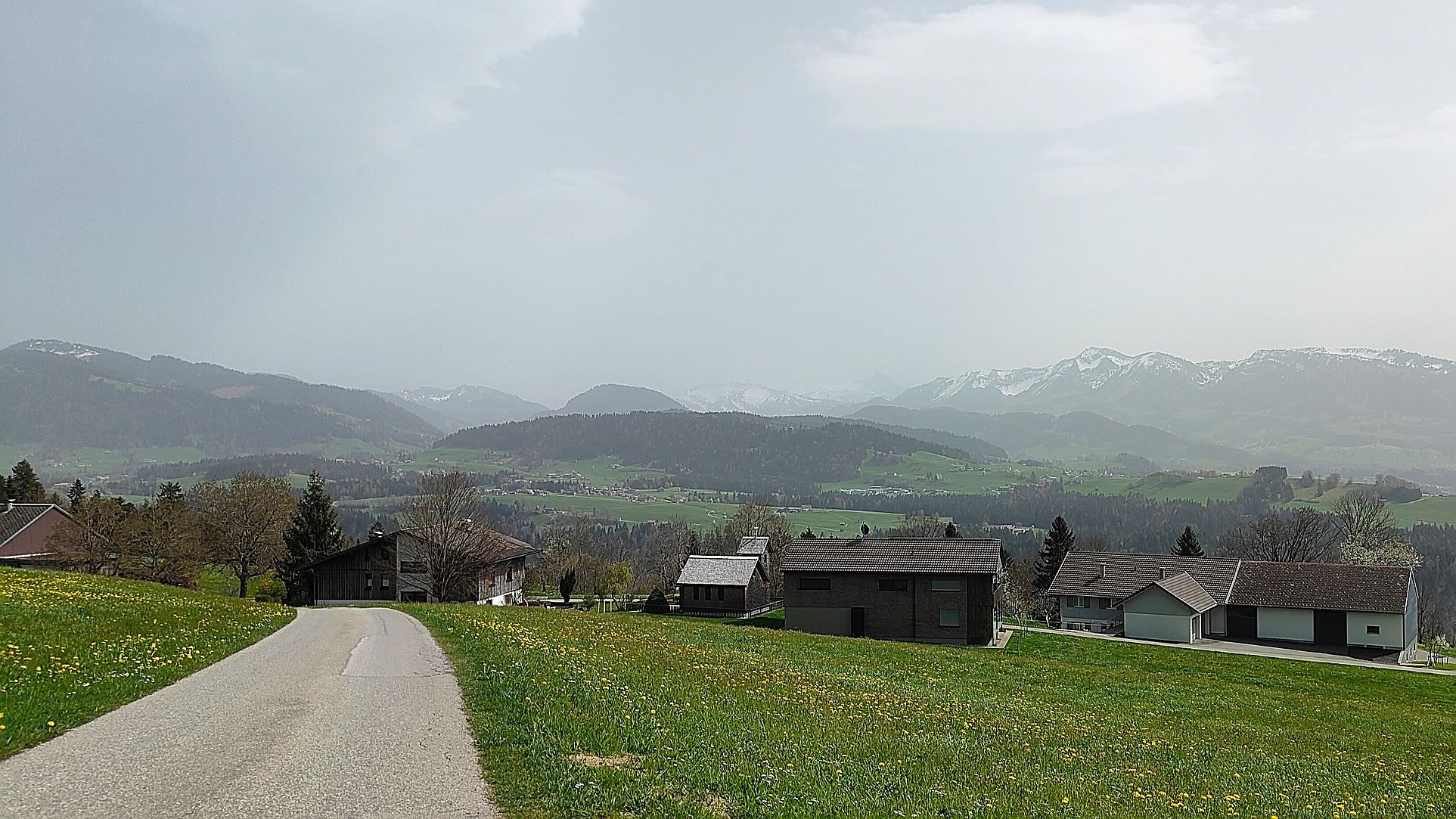
Blick in den Hinteren Bregenzerwald bei starker Südströmung und sehr viel Saharastaub

Folgende Europaschutzgebiete liegen teilweise oder ganz Im Bregenzerwald:
- Bregenzerachschlucht[7]
- Witmoos (Langen bei Bregenz)
- Fohramoos (Schwarzenberg)
- Unterargenstein (Au)
- Unter Stellerhöhe (Egg)
- Unter der Winterstaude (Egg)
- Widdersteinmähder (Warth)
- Ifen (Egg, Mittelberg, Sibratsgfäll)

Folgende Naturschutzgebiete liegen teilweise oder ganz Im Bregenzerwald:
- Rossbad (Krumbach)
- Hirschberg (Langen bei Bregenz)
- Farnacher Moos (Alberschwende, Bildstein)
- Kojen-Moos (Riefensberg)
- Hohe Kugel – Hoher Freschen – Mellental (Mellau und Rheintalgemeinden)
- Auer Ried (Au)

## Geschichte
Um das Jahr 1000 wurde der damals noch ganz bewaldete Bregenzerwald von Bregenz aus über den Schneiderkopf und die Lorenaberge (Buch, Bildstein, Alberschwende) besiedelt und kultiviert. Die höchstgelegenen Gebiete hingegen wurden im Spätmittelalter von Walsern besiedelt, die aus dem Graubünden beziehungsweise ursprünglich aus dem Wallis stammten.
Während die nördlichen Teile des Bregenzerwaldes (die Gerichte Alberschwende, Lingenau und Sulzberg) zur Herrschaft Bregenz gehörten, waren die Gerichte Damüls und Innerbregenzerwald Teil der Herrschaft Feldkirch. Diese 1338 vollzogene Teilung ist die Grundlage für die heute noch gängige Unterscheidung von vorderem und hinterem Bregenzerwald.
1390 fielen mit dem Verkauf der Grafschaft Feldkirch der Innerbregenzerwald und Damüls an Österreich, die Gerichte Lingenau und Alberschwende folgten 1451. Der Tannberg mit den Bregenzerwäldergemeinden Schröcken und Warth wurde 1453 österreichisch, und 1523 erwarben die Habsburger schließlich auch noch das Gericht Sulzberg. 

### Bauernrepublik
Nach 1380 bildete sich insbesondere im Innerbregenzerwald eine Selbstverwaltung der Bauernschaft des Waldes heraus (sogenannte Bauernrepublik), mit eigener freier Landgemeinde, eigener Verfassung (Landsbrauch) und Hoch- und Blutgerichtsbarkeit. Als Vorsteher wurde ein Landammann gewählt, meist aus den angesehensten Familien des Bregenzerwaldes. Auf der noch erhaltenen Landammännertafel finden sich viele der bekannten Namen, die ursprünglich aus dem Bregenzerwald stammen, z. B. Feurstein, Meusburger, Metzler, mit ihren Wappen abgebildet.
Der Landammann wurde in freier Wahl bestellt, sein Rathaus stand auf der Bezegg zwischen Bezau und Andelsbuch. Heute erinnert dort die Bezegg-Sul, eine steinerne Säule an das frühere Rathaus.
Bestätigt wird die Existenz der Bauernrepublik in der Überlieferung zum Kapuzinerpater Stanislaus Saurbeck (1595–1647): Der Bregenzer Wald sei noch zu Beginn des 17. Jahrhunderts „eine lange unerschlossene Wildnis“ gewesen, die „bereits in den Chroniken des 16. Jahrhunderts einen schlechten Ruf“ besessen habe:
Missionierung

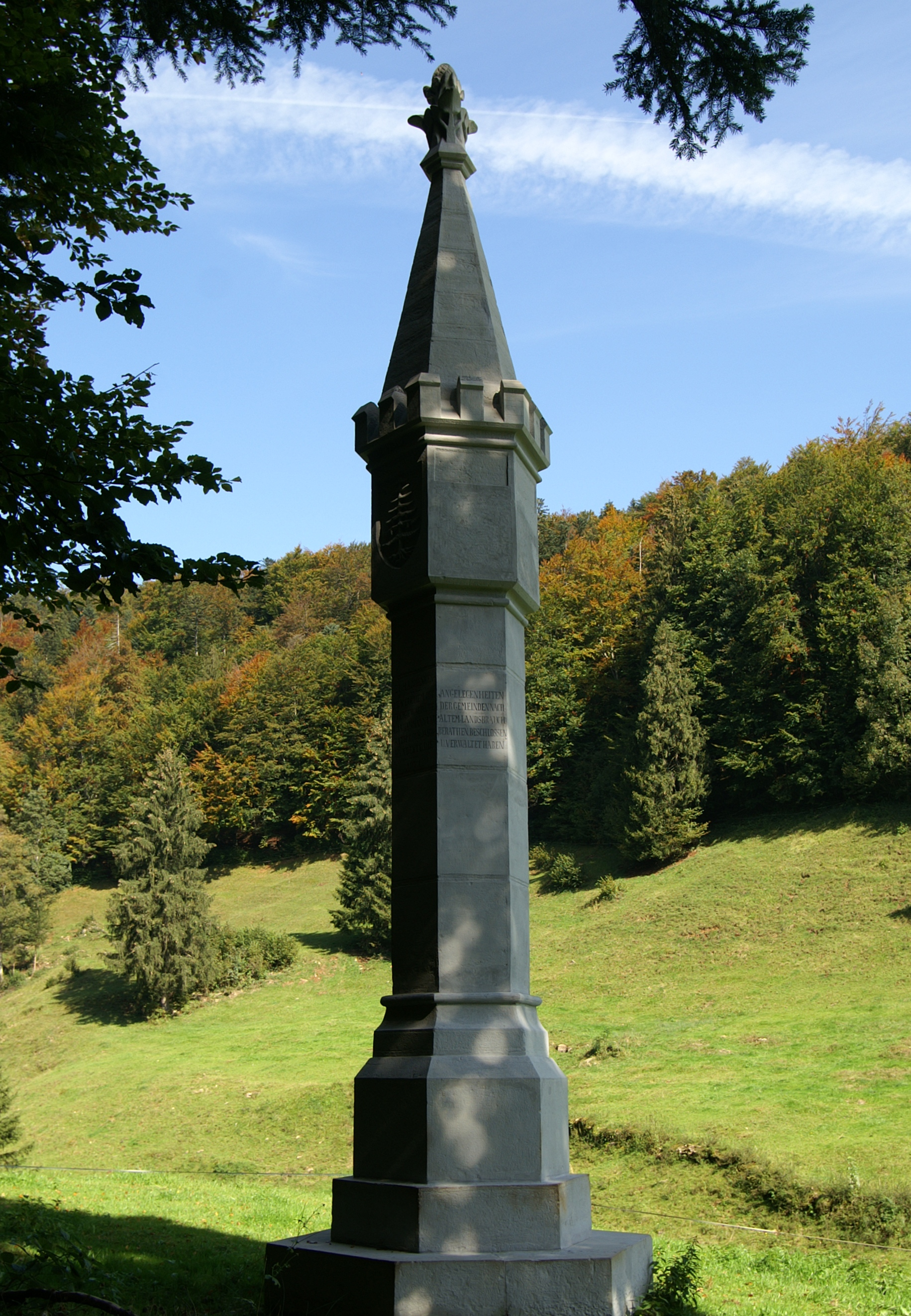
Bezeggsul

Die Chronisten erklären die „(tiefe) Stufe des sittlich-religiösen Lebens“ der Bewohner, „obgleich sie von katholischen Eltern abstammten“ mit Gebräuchen und Sitten von „heidnischen Voreltern“, die sie wie einen „krassen Aberglauben beibehalten hatten. So roh, wild und sittenlos sie in ihrem Betragen waren, ebenso schamlos und ärgerlich sollen vorzüglich die Weibsbilder gekleidet gewesen sein.“
„Eine gründliche Erneuerung und sittliche Umgestaltung im ganzen Bregenzerwalde“ erfolgte erst auf Initiative von Pater Stanislaus: Die Kapuziner „eilten in ihrem unersättlichen Durste nach Seelen von Hütte zu Hütte, von Dorf zu Dorf, belehrten das Volk durch Gespräche, Christenlehren und Predigten, ruhten und rasteten nicht eher, bevor die Eisdecke einbrach und die rauhen und kalten Gemüter warm wurden.“
In der weiteren Folge der Missionisierung kam es in der Talschaft „zur Gründung eines kleinen Kapuzinerklosters. Am 12. Juli 1655 legte der Abt von Mehrerau, Heinrich Amberg, den Grundstein zum Klosterbau [in Bezau], am 22. Oktober 1656 wurde die Klosterkirche vom Fürstbischof Johann von Praßberg konsekrisiert.“
Bereits 1658 wurde die letzte Untertänigkeit, die zum Kloster Mehrerau, aufgelöst – also 190 Jahre vor der Bauernbefreiung von 1848.
So war es den Bregenzerwäldern, im Gegensatz zu den meisten Bauern der damaligen Zeit, möglich, sich als Freie überall niederzulassen. Man findet vor allem im Schwäbischen zahlreiche Namen, die auf den Bregenzerwald zurückgehen.
Die bäuerliche Verfassung wurde während der Franzosenkriege abgeschafft und danach nicht mehr eingeführt. Noch zu Beginn des 20. Jahrhunderts gab es unzählige Alpen und Höfe, auf denen die Land- und Viehwirtschaft sowie die Herstellung von Käse betrieben wurden. Auch heute sind noch zahlreiche Alpen bewirtschaftet, doch wird dies zunehmend von weniger Bauern betrieben.
Bis etwa zum Jahr 1900 mussten viele Bregenzerwälder Kinder von Mai bis Oktober ins baden-württembergische Schwaben (Deutschland) gehen, um dort auf Bauernhöfen zu arbeiten. So gab es in der Sommerzeit für ihre Eltern ein Kind weniger zu füttern. Diese Kinder wurden unter dem Namen Schwabenkinder bekannt.
Ein Bregenzerwaldhaus ist auf der Rückseite der 100-Schilling-Banknote von 1970 zu sehen.

### Käserei
Die Käserei hat im Bregenzerwald eine lange Tradition. Die Kelten brachten erstmals Viehzucht und Alpwirtschaft in die Region. Ab 15 v. Chr. besetzten die Römer die Region. Sie praktizierten bereits professionelle Alpkäserei und gaben das Wissen der Käseherstellung im 5. Jahrhundert an die Alemannen weiter, die viel Wald für die Weidewirtschaft rodeten und Gemeindeweiden (Allmenden) anlegten. Im 9. Jahrhundert wurden im und um den Bregenzerwald während der Kirchenfeste regelmäßig Märkte abgehalten, auf denen mit Käse und Schmalz gehandelt wurde. Die Klöster beteiligten sich an der Käseherstellung.
Ungefähr ab 1594 wurde einmal jährlich der „Schwarzenberger Markt“ abgehalten, bei dem Vieh und Käse gehandelt wurden. Bis in die 2. Hälfte des 17. Jahrhunderts wurde im Bregenzerwald nur Sauerkäserei (die Milch wurde ganz entrahmt) betrieben, bei der man auch viel Butter erzeugen konnte. Die Buttererzeugung hatte große Bedeutung, da man Steuern an die Obrigkeit in Form von Butter abführen musste.
Nach dem Dreißigjährigen Krieg, also ab circa 1648, kamen Sennen aus dem Appenzell in den Bregenzerwald, die den Einheimischen das Fettsennen (dabei wird die Milch nicht oder nur teilweise entrahmt) beibrachten. Zum Teil pachteten sie Alpen und errichteten auch selbst Sennereien. Die Verbreitung der Fettkäserei ist darauf zurückzuführen, dass die Menschen in den klimatisch weniger begünstigten Tälern haltbare Lebensmittelvorräte für Winter- und Notzeiten anlegen mussten.
Im 18. Jahrhundert wurde bereits ein Großteil der Alpmilch zu Alpkäse verarbeitet.
Anfang des 18. Jahrhunderts gab es ein Verbot der Fettsennerei, welches in Aufständen der Bregenzerwälder resultierte. Die Bauern setzten sich durch und so begann der Aufschwung der Bregenzerwälder Hartkäserei. Nach und nach wurde im Bregenzerwald die Produktion von Sauerkäse rückläufig. Er diente meist nur zum Eigenverzehr und zum Verkauf innerhalb der Region. 1785 wurden die ersten Straßen in den Bregenzerwald gebaut, da sich eine starke Handelstätigkeit entwickelte. 1786 erschienen die ersten mit Eisen beschlagenen Wagen.

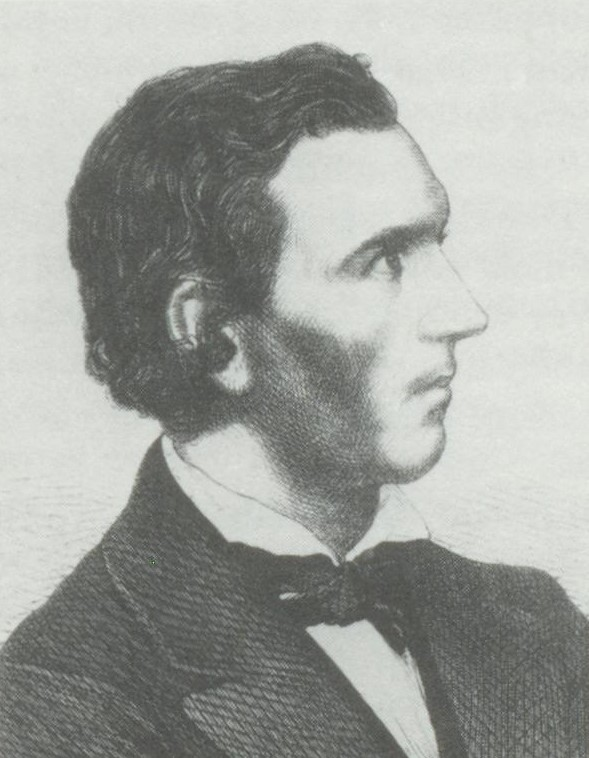
Um die nahezu uneingeschränkte wirtschaftliche Vorherrschaft der Käsehändler zu brechen, gründete Franz Michael Felder die erste landwirtschaftliche Genossenschaft.

Seit 1816 ist Schwarzenberg der wichtigste Handelsplatz für Käse im Bregenzerwald. Der Quaderziegelkäse und ein Schweizer Emmentaler-Imitat wurden in Kutschen in die Donaumonarchie transportiert, unter anderem nach Italien oder Griechenland. 1830 wurde in Au die erste Gemeindemolkerei errichtet.
Die zweite Hälfte des 19. Jahrhunderts war die Zeit der sogenannten „Käsegrafen“. Die Milch- und Käseproduktion war schon damals eine wichtige Einnahmequelle der Bauern. Die Käsegrafen waren einige wenige einflussreiche Käsehändler mit Monopolstellung. Sie kauften Milch und Käse auf und kümmerten sich um die Vermarktung, während der Großteil der Bauern in Armut lebte. Der bekannteste Käsegraf war Gallus Moosbrugger. Um die Not der Bauern zu lindern, gründete der Landwirt und Sozialreformer Franz Michael Felder (1839–1869) einen Käsehandelsverein und eine Viehversicherungsgesellschaft.
1900 wurde in Doren eine k.u.k.-Schule für die Käserei eröffnet.
Seit 1993 finden jährlich im September in Schwarzenberg die Vorarlberger Käseprämierung statt. An die 100 Sennereien und Sennalpen konkurrieren mit 170 Produkten um die Prämierung des besten Käse in den Kategorie Alpkäse, Bergkäse und Schnittkäse aus Heumilch (silofreie Milch).
1998 wurde die KäseStraße Bregenzerwald gegründet. Sie ist eine Kooperation von Land- und Gastwirten, Handwerk und Tourismus im Bregenzerwald. Die Mitgliedsbetriebe erhoffen sich die Erhaltung der regionalen Kultur- und Naturlandschaft und fördern die Produktion und Vermarktung der regionalen Produkte untereinander und miteinander. Die KäseStraße ist ein Projekt aus dem regionalen Förderungsprogramm LEADER II der Europäischen Union.
Bis heute ist der Bregenzerwald für seinen Käse bekannt. Mehr als 1.000 Bauernhöfe im Bregenzerwald mit 13.000 Kühen produzieren über 55 Millionen Kilogramm Milch pro Jahr.

## Kultur

### Dialekt
Im Bregenzerwald herrscht das Bodenseealemannische vor. Vor allem im nordwestlichen Teil des Bregenzerwaldes (= Vorderwald) ist der Einfluss des Allgäuerischen hörbar, dabei ähnelt die Mundart stark dem westallgäuerischen Dialekt. Dagegen dominieren im Mittel- und Hinterwald Sprachformen, die eine stärkere Verbindung mit der Region Hofsteig und Dornbirn belegen. Von außen wird aber der Wälderdialekt trotz dieser Mehrschichtigkeit und beachtlicher lokaler bis kleinregionaler Eigenheiten als ein Idiom („Wälderisch“) wahrgenommen, das sich von den anderen Vorarlberger Dialekten (ein einheitliches Vorarlbergisch gibt es nicht) deutlich hörbar abhebt.
Während alle bisher genannten Mundarten mittelalemannisch sind, wird in den hoch gelegenen Dörfern Damüls, Schröcken und Warth ein höchstalemannischer Dialekt gesprochen. Dies rührt daher, dass diese Orte im Hochmittelalter von Walsern besiedelt wurden, die aus dem Kanton Graubünden in das Gebiet des heutigen Vorarlbergs eingewandert sind.
Dokumentiert werden die Mundarten des Bregenzerwalds unter anderem im fünfbändigen Vorarlberger Sprachatlas mit Einschluss des Fürstentums Liechtenstein, Westtirols und des Allgäus (VALTS).

### Tracht
Die Tracht hat in Vorarlberg eine lange Tradition. Viele Täler und Dörfer haben ihre eigene Art von Tracht, jede mit besonderen Merkmalen aus bestimmten Stilepochen. Im Alpenraum ist die Bregenzerwälder Tracht die älteste ihrer Art. Sie entstand im 15./16. Jahrhundert. Die Bregenzerwälder Damentracht heißt „d'Juppô“ (bayerisch: „Juppe“). Einer der letzten Orte, die die Juppe noch auf traditionelle Weise herstellen, ist die Juppenwerkstatt Riefensberg.
Der Bregenzerwald ist die einzige Talschaft, in dem es für jedes Detail der Tracht eine eigene Handwerkerin gibt: Hutmacherinnen, Juppennäherinnen, Stickerinnen, Knüpferinnen und Goldschmiede für die Gürtelschnallen.

Bregenzerwälder Frauentracht
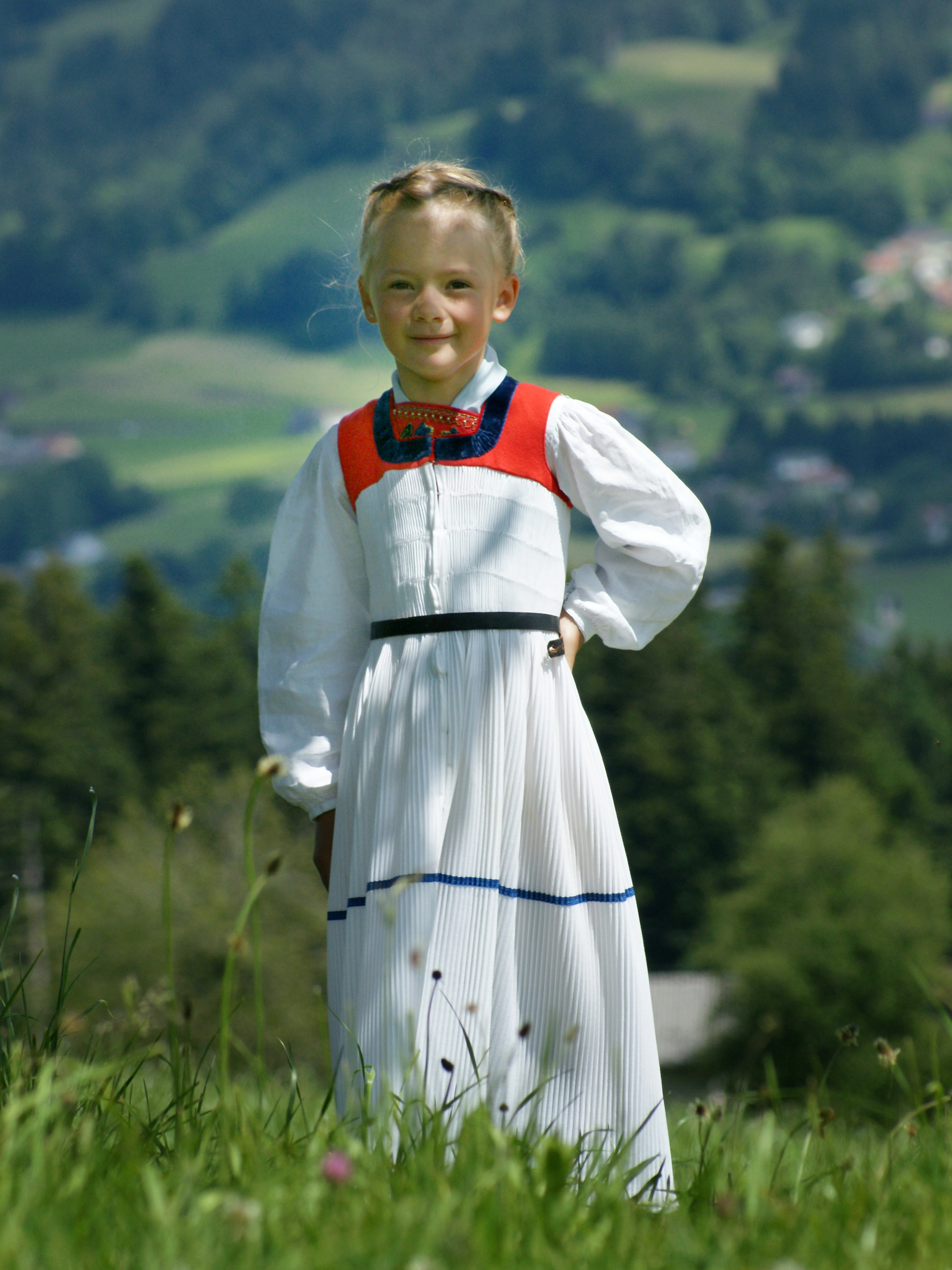
Mädchen in weißer Juppe
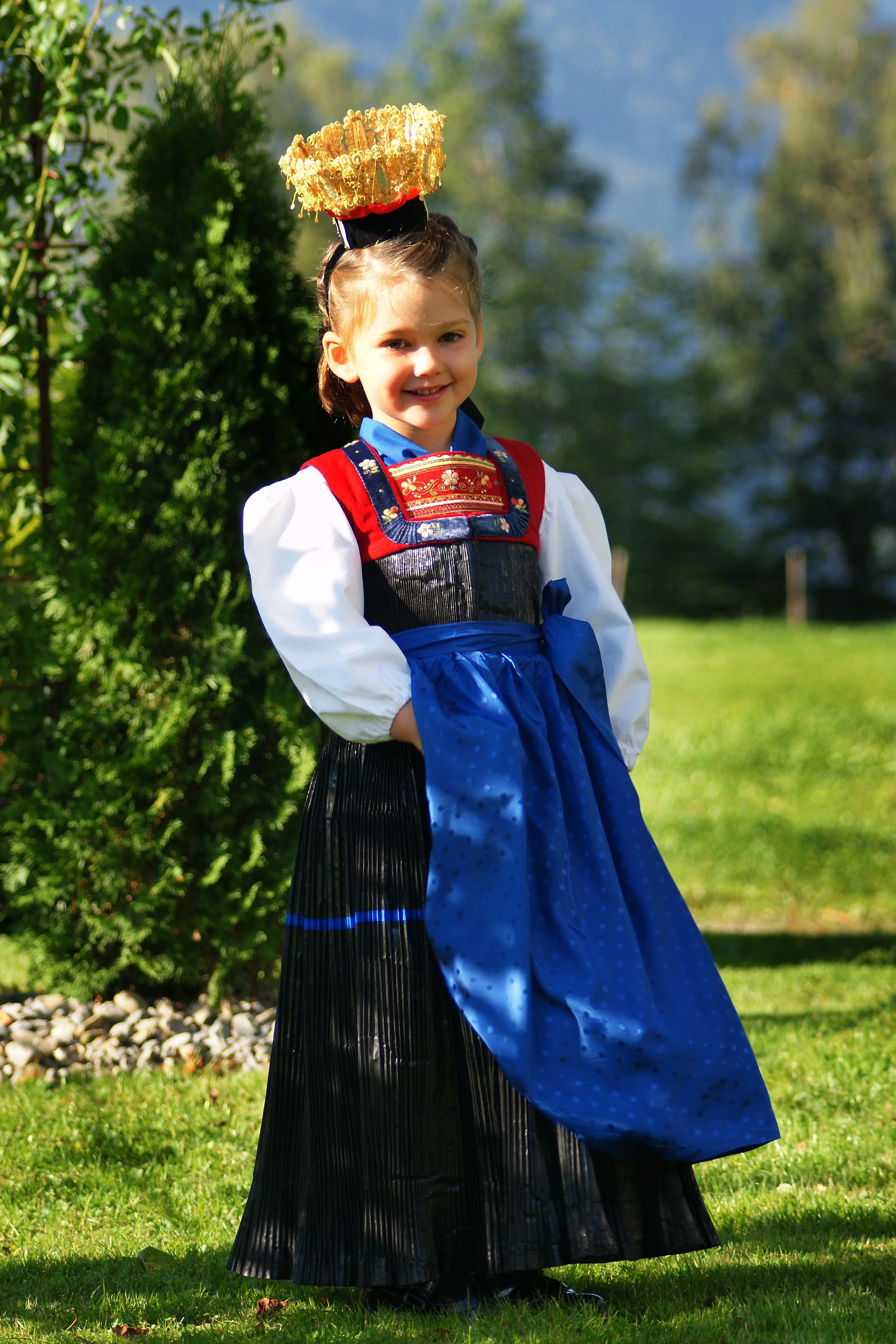
Mädchen in einer Rotmiedertracht mit einem Schappale
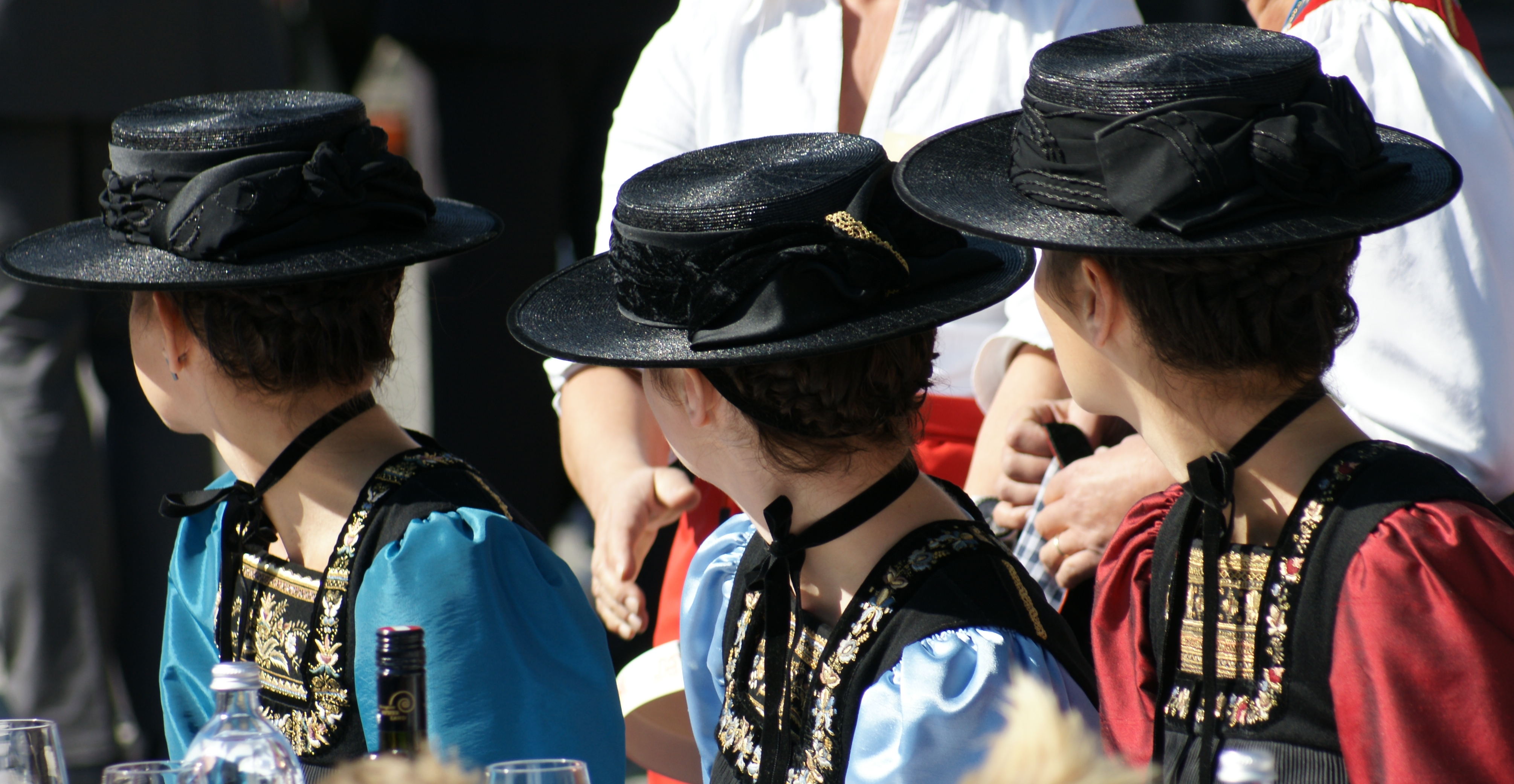
Frauen in der Bregenzerwäldertracht mit Strohhüten („Schäohüte“)
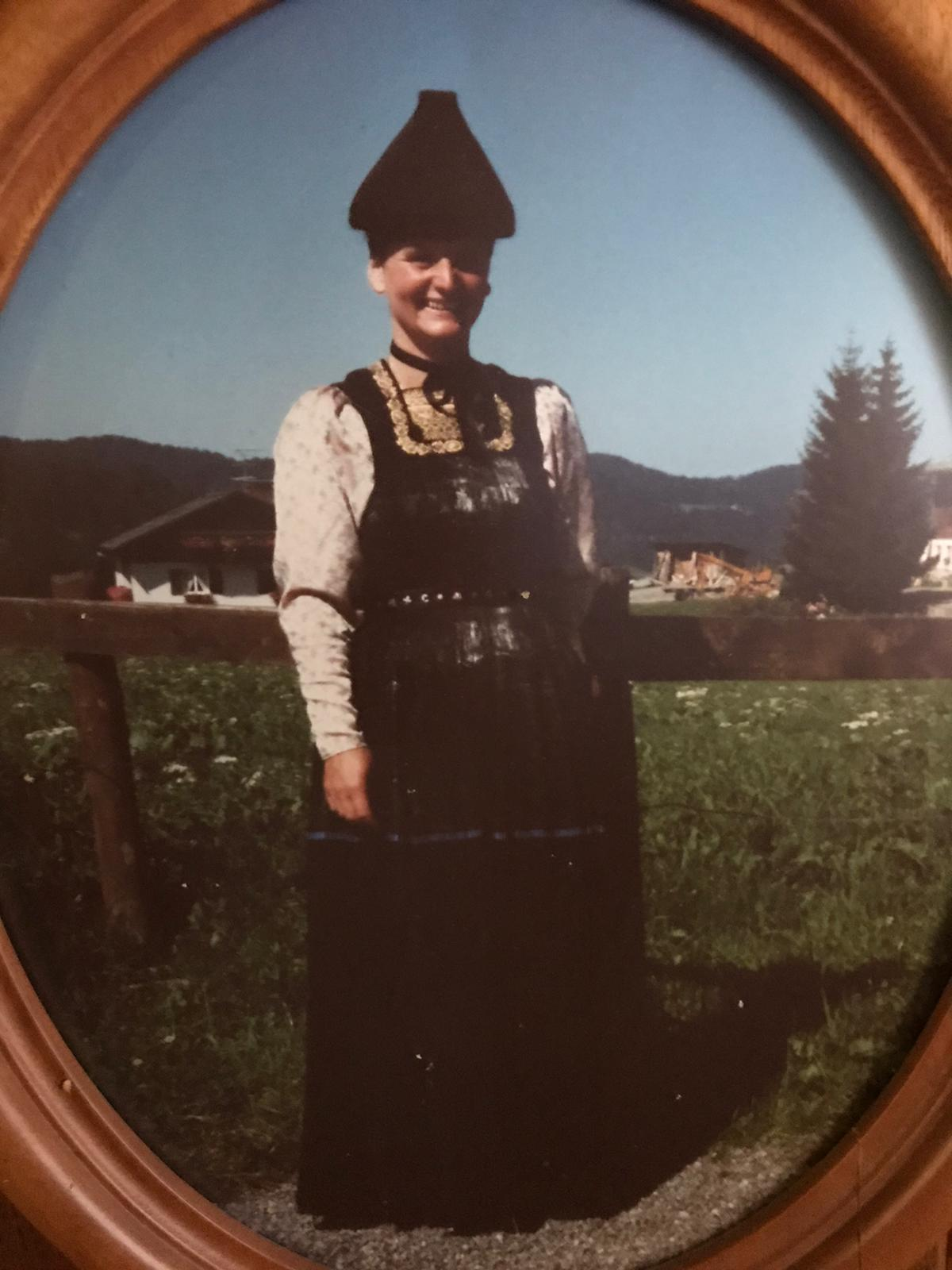
Frau mit Schwarzmiedertracht und Spitzkappe
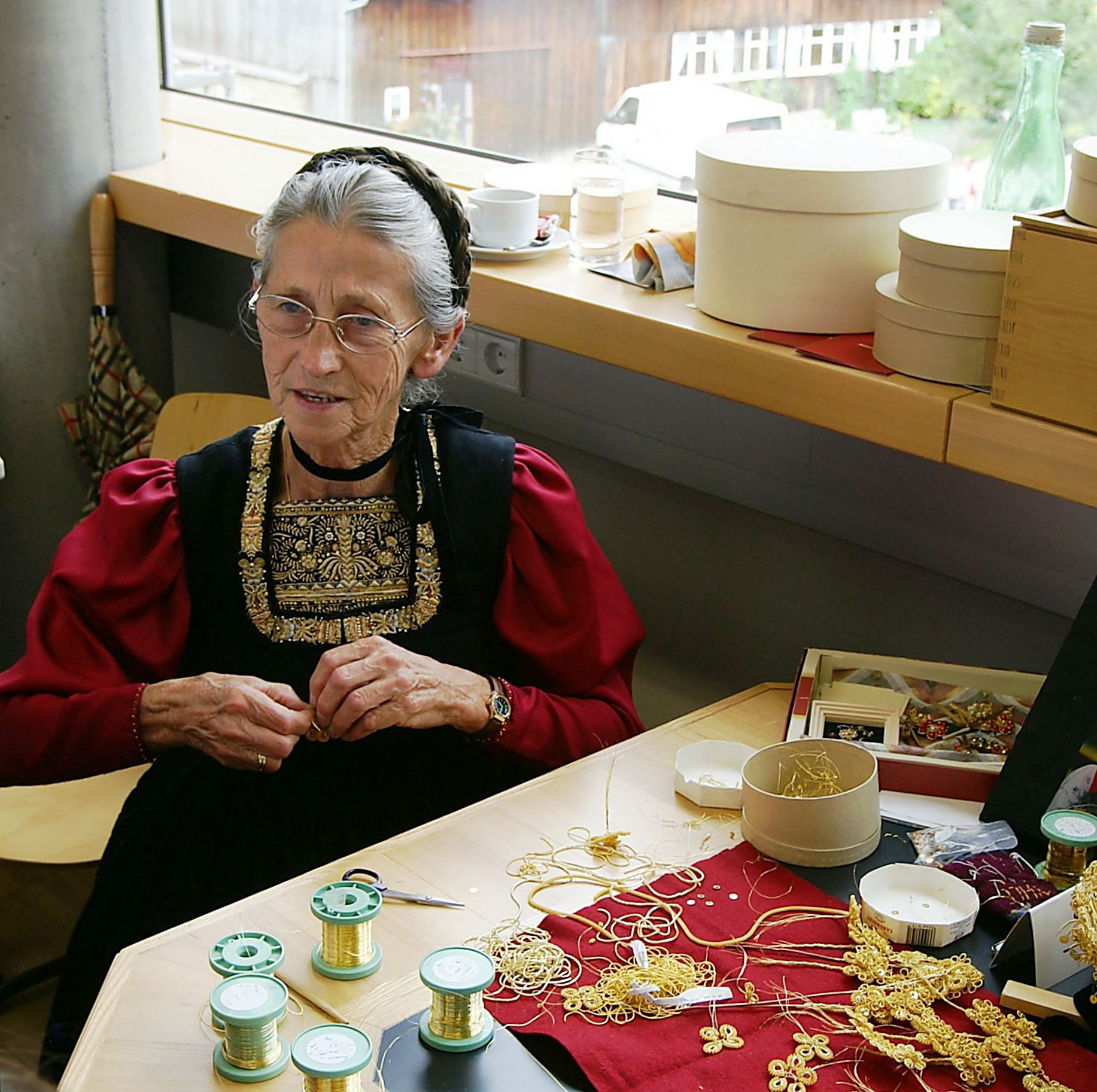
In der Juppenwerkstatt Riefensberg
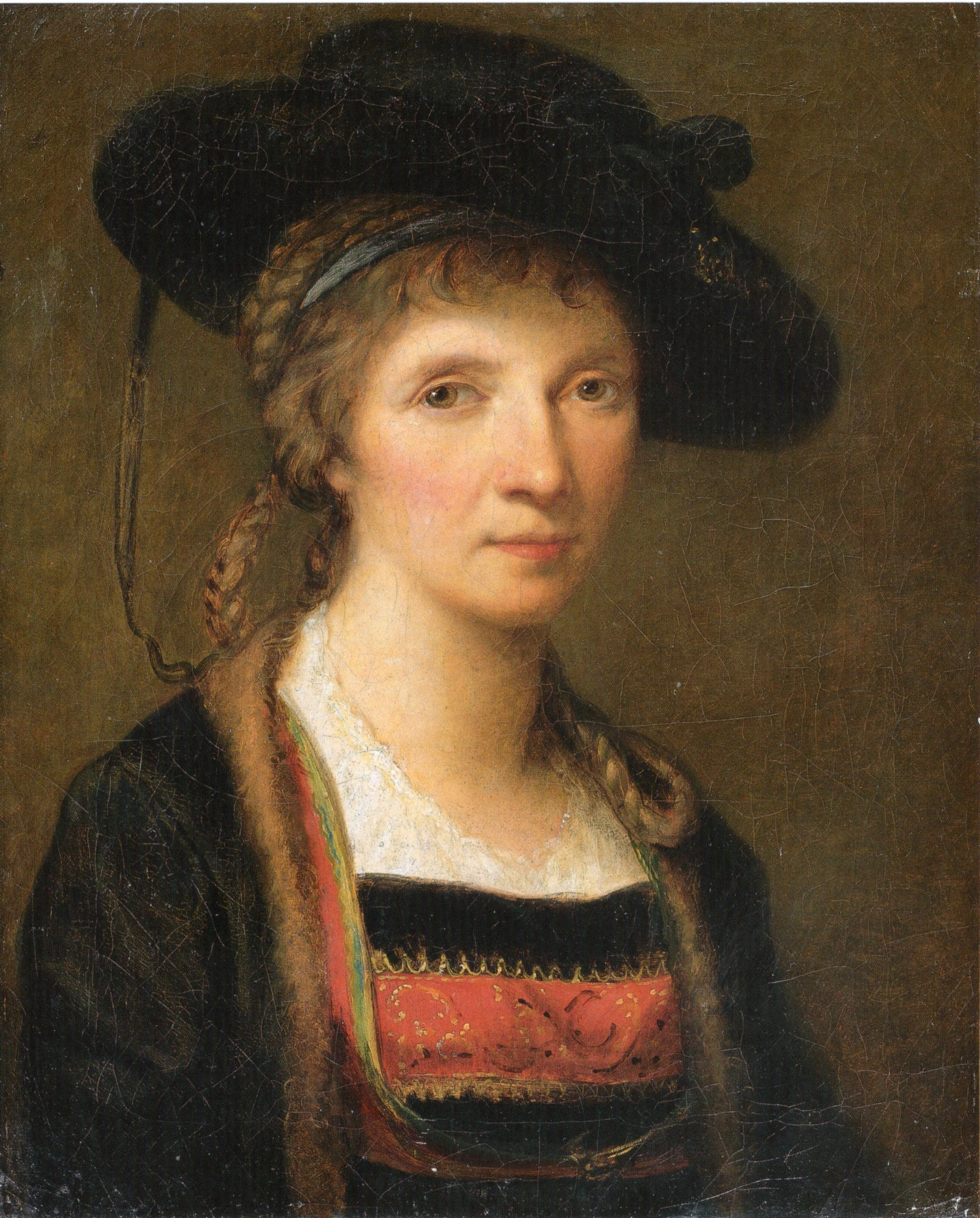
Selbstbildnis von Angelika Kauffmann in Bregenzerwälder Tracht (1781)

### Kulinarik

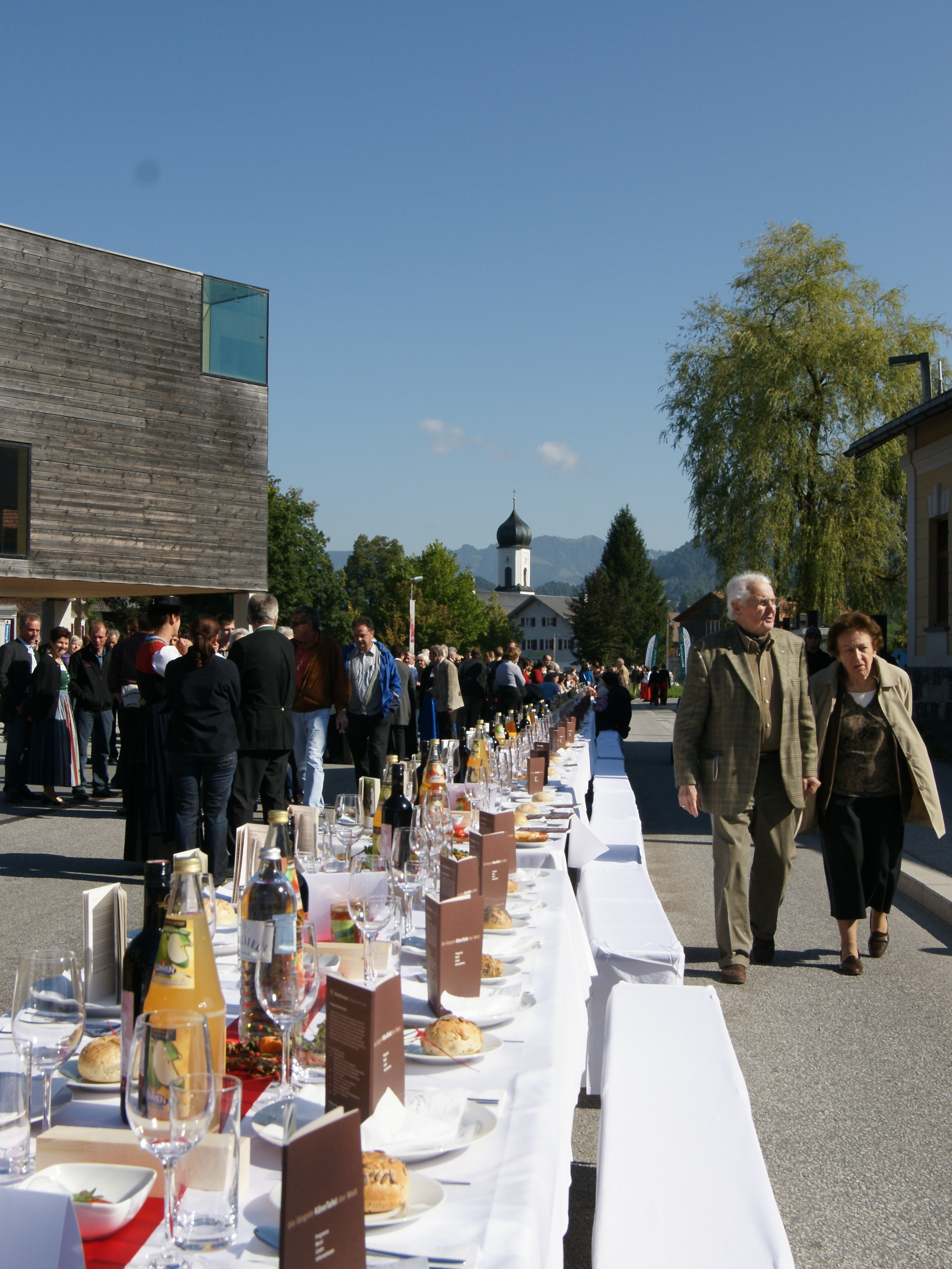
Die längste Käsetafel der Welt (im Guinness Buch der Rekorde; ca. 500 m) wurde am 27. September 2008 zum 10-jährigen Bestehen der Käsestraße Bregenzerwald in Andelsbuch für ca. 2.000 Gäste eingedeckt.

Die Küche des Bregenzerwaldes deckt sich großteils mit der Vorarlberger Küche. Vorarlberger Restaurants und Wirtshäuser setzen zunehmend auf die Verarbeitung von „Vorarlberger Produkten“, beziehungsweise widmen einzelne Speisen einer besonderen Region. Beispielsweise die Krumbacher Moorwirte bieten Besuchern nicht nur Moorführungen an, sie haben darüber hinaus mindestens eine Speise mit Moorbezug ganzjährig auf der Speisekarte.
Die verschiedenen regionalen Produkte und Kreationen können außerdem auf kulinarischen Wanderungen verkostet werden. Diese Wanderungen durch den Bregenzerwald werden von den Tourismusverbänden organisiert und führen die Besucher für Frühstück und Mittagessen durch eine Auswahl an verschiedenen Restaurants, die alle den Fokus auf Vorarlberger Produkte und Spezialitäten gesetzt haben.
Die KäseStraße Bregenzerwald ist ein Zusammenschluss von Wirten, Handwerkern und Handelsbetrieben, die sich der traditionellen Käseproduktion widmen. Entlang der Route können Touristen Alpen, Sennereien, Schaukäsereien, den Käsekeller in Lingenau, das Alpensennereimuseum sowie eine Imkerei oder Brauerei besichtigen.
Der Bregenzerwälder Bergkäse ist eine weit über die Landesgrenzen hinaus bekannte Spezialität.

### Architektur

#### Auer Zunft (Barockzeit)
Die 1651 in Au von Michael Beer gegründete Auer Zunft ist ein Zusammenschluss von Bauhandwerkern, Bildhauern und Zimmerleuten. In Au-Schoppernau waren von 1670 bis 1700 mehr als 90 Prozent aller männlichen Arbeitskräfte Bauleute. Speziell aus dem Bregenzerwald, aber auch aus anderen Teilen des heutigen Vorarlbergs stammende Baumeister und Handwerker wirkten federführend an 600 Kirchen und Klöstern mit, die im 17. und 18. Jahrhundert im Barockstil errichtet wurden. Von den mehr als 700 größeren Bauaufträgen an Vorarlberger erhielten Mitglieder der Auer Zunft 60 Prozent.

Viele bedeutende Mitglieder der Auer Zunft kamen aus den Architektenfamilien Beer, Moosbrugger und Thumb.

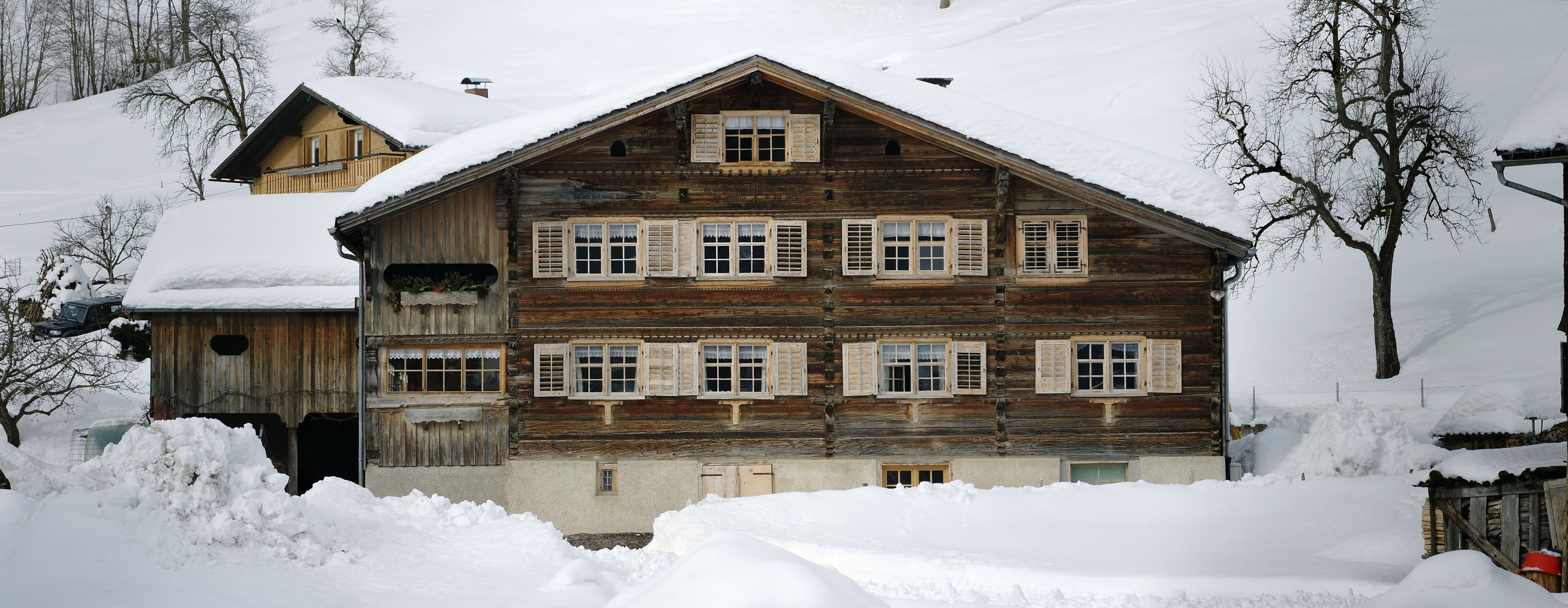
Ein typisches Bregenzerwälderhaus in Schwarzenberg

#### Bregenzerwälderhaus
Für die historische Architektur im Bregenzerwald ist vor allem das Bregenzerwälderhaus relevant. Diese werden in Stein-Holz-Mischbauweise erbaut und prägen die Landschaft. Die ältesten Häuser dieser Typen entstanden im 15. Jahrhundert. Im Zentrum von Schwarzenberg befinden sich einige gut erhaltene und relativ einheitliche Bregenzerwaldhäuser, die alle ungefähr zur selben Zeit – nach dem großen Brand von 1755 – errichtet wurden.

#### Moderne und zeitgenössische Architektur
Die Neue Vorarlberger Bauschule hat sich in der zweiten Hälfte des 20. Jahrhunderts organisch entwickelt und immer einheimische Handwerker in den Bauprozess einbezogen. Heute gilt sie als einer der wichtigsten Wegbereiter der Neuen Alpinen Architektur. Mit noch erkennbarer typischer Vorarlberger Architektur verbindet es Tradition und Moderne: klare Linien, Glas und heimisches Holz. Seine harmonische Mischung schafft interessante Kontraste wie bei Fachwerkhäusern. Komfort und Lebensqualität spielen eine zentrale Rolle bei der Gestaltung neuer Häuser in Vorarlberg. Bei vielen Renovierungen von Privathäusern und öffentlichen Gebäuden wird einheimisches Holz bevorzugt, wodurch der Energieaufwand minimiert werden kann.
Bekannte preisgekrönte Architekturprojekte sind das Kunsthaus Bregenz, das vorarlberg museum in Bregenz, der Michelehof Hard und das Hotel Krone Hittisau.

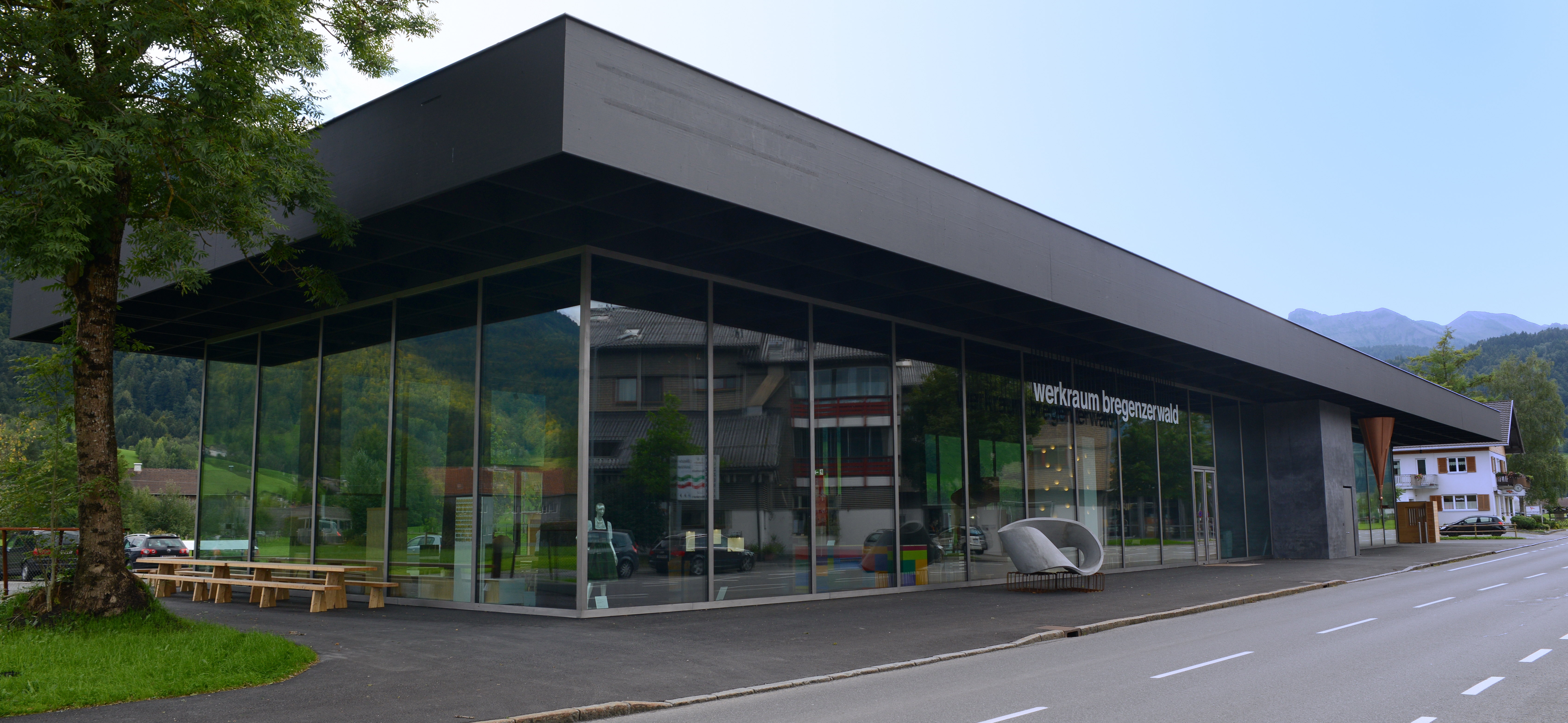
Der Werkraum Bregenzerwald wurde von Peter Zumthor gestaltet und 2015 eröffnet

Der Werkraum Bregenzerwald ist ein 1999 gegründeter Verein von Handwerkern im Bregenzerwald. Ziel ist die Vernetzung und Unterstützung von Handwerks-, Gestaltungs- und Technologiebetrieben in der Region. Der öffentlich zugängliche Ort dient der Präsentation des Handwerks, der Förderung der Baukultur in Zusammenarbeit mit Architekten und der Steigerung der Gestaltungskompetenz und Qualität des Handwerks unter bevorzugter Einbindung junger Menschen. Das zugehörige Werkraumhaus wurde von Peter Zumthor gestaltet, welches mit dem Österreichischen Bauherrenpreis 2014 und 2015 prämiert wurde.
2014 wurde das Projekt BUS:STOP Krumbach abgeschlossen. Als die Gemeinde Krumbach 2010 beschloss, sieben Bushaltestellen umzubauen, beauftragte sie sieben internationale Architekten mit der Gestaltung von Bushaltestellen. Ansässige Handwerker führten die unterschiedlichen Entwürfe aus.

### Sehenswürdigkeiten

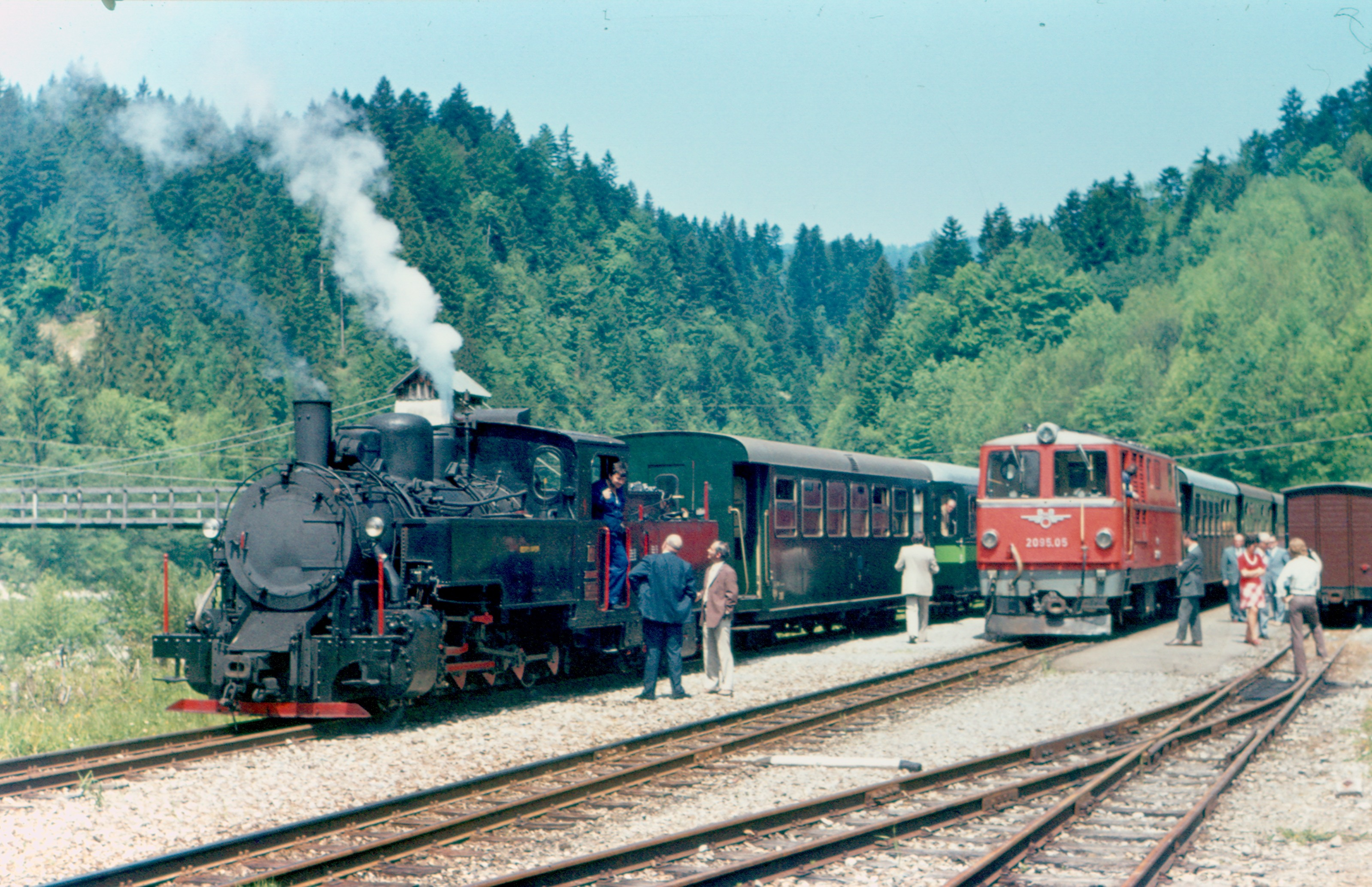
Die Bregenzerwaldbahn, 1974

Die Bregenzerwaldbahn („’s Wälderbähnle“) ist eine schmalspurige Museumsbahn. Sie bedient das noch erhaltene Reststück der einst 35,3 Kilometer langen Strecke von Bregenz nach Bezau, die von 1902 bis 1983 betrieben wurde. Bis Oktober 2004 konnte man 6,1 Kilometer Strecke befahren, jedoch musste ein Teilstück dem Straßenausbau weichen. Derzeit steht eine Strecke von Bezau über Reuthe nach Schwarzenberg (5 km) zur Verfügung.
Im Franz Michael Felder Museum in Schoppernau wird das Leben und die Erfolge des österreichischen Schriftstellers, Sozialreformers und Bauern Franz Michael Felder dargestellt.
Seit 2000 befindet sich in Hittisau im Bregenzerwald das bisher einzige Frauenmuseum Österreichs. Es beschäftigt sich mit dem Kulturschaffen und dem Lebensumfeld von Frauen.
Ein weiteres Museum im Bregenzerwald ist das Angelika-Kauffmann-Museum in Schwarzenberg. Es widmet sich der Malerin Angelika Kauffmann und ist mit dem Österreichischen Museumsgütesiegel ausgezeichnet.
Im Jahr 2021 wurde das Barockbaumeister Museum in Au eröffnet. Darin werden die Gründungsjahre der Auer Zunft, deren späteres Wirken sowie der Einfluss auf die zeitgenössische Vorarlberger Architektur beleuchtet.

## Wirtschaft

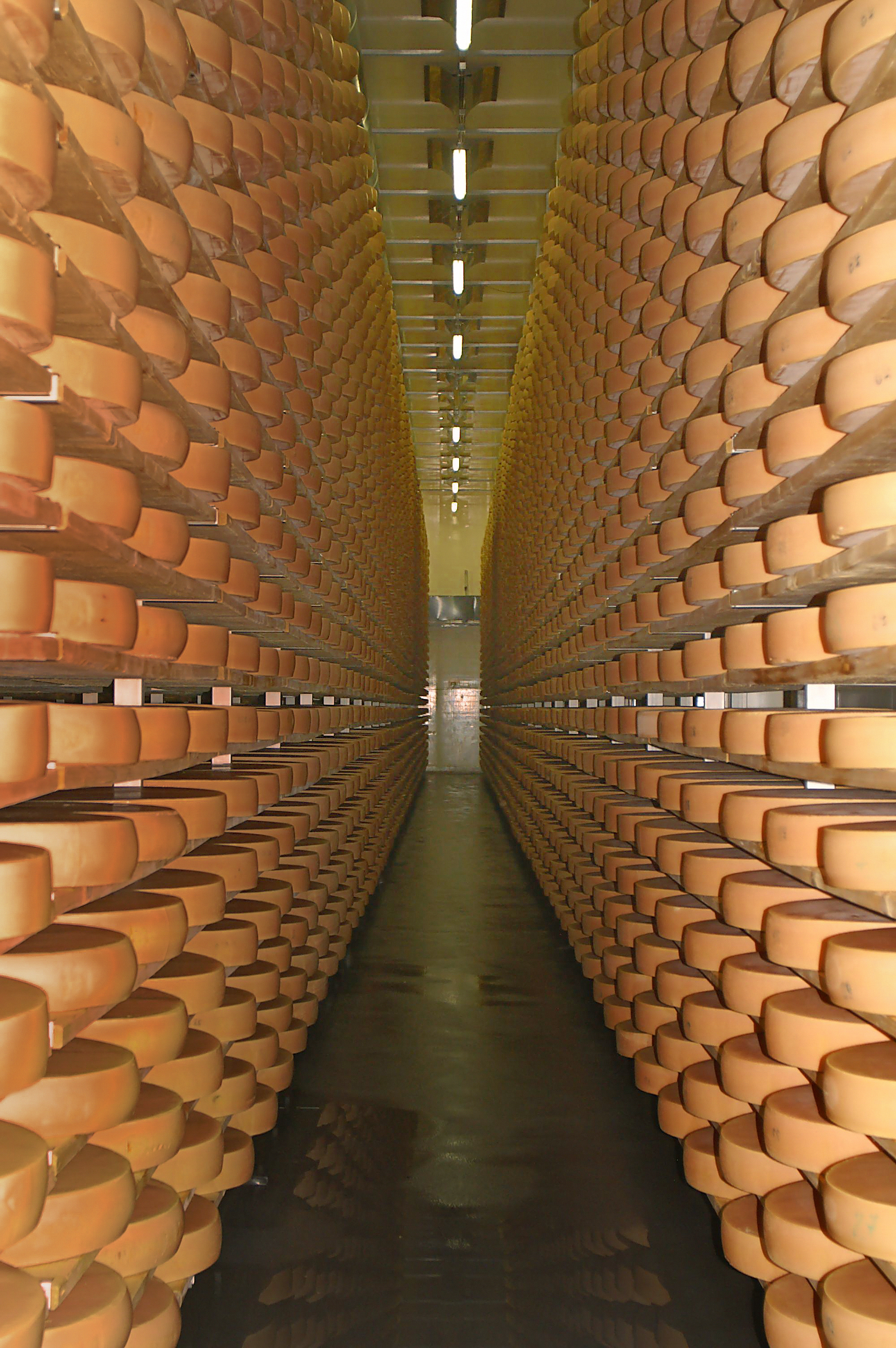
Käsekeller in Lingenau

Die Bevölkerung des Bregenzerwaldes lebt vom Tourismus, der Landwirtschaft und einem stark mit der Holzverarbeitung verbundenen Gewerbe. Viele Bregenzerwälder finden außerdem als Pendler Arbeit im Rheintal, dem Vorarlberger Wirtschaftszentrum.

### Land- und Almwirtschaft
Die Almwirtschaft ist die Basis der traditionellen Käserei in Vorarlberg. Landwirte treiben ihr Vieh dorthin, wo Futter verfügbar ist. Das bedeutet, dass sie je nach Saison mehrmals im Jahr den Stall wechseln. Die Alpwirtschaft wird auch Dreistufenwirtschaft genannt, weil die Almen in drei Stufen bewirtschaftet werden. Im Frühling 2011 hat die UNESCO die Dreistufenwirtschaft im Bregenzerwald zum immateriellen Kulturerbe erklärt.
Die produzierte Milch wird anschließend in den Talsennereien nach alter Tradition Bergkäse und eine Vielzahl an Milchprodukten hergestellt und verkauft. Durch die traditionelle Landwirtschaft wird der Rohstoff Milch regional und silofrei produziert.
Die Agrarquote der Bregenzerwälder, also der Anteil der Bevölkerung, der sein Haupteinkommen aus der Landwirtschaft bezieht, ist im Vergleich zum Land Vorarlberg außerordentlich hoch, nämlich 9,5 % im Vergleich zu 2,4 % (Stand 1991).

### Tourismus
Aufgrund der großen Bedeutung des Tourismus hat der tertiäre Sektor im Bregenzerwald einen Anteil von 50 %. 11,2 % der erwerbstätigen Bevölkerung sind im Beherbergungs- und Gaststättenwesen tätig. Zum Vergleich: Der Vorarlberger Durchschnitt liegt bei 6,7 % (Stand 1991).
Die angeschlossenen Gemeindeämter geben von Mai bis Oktober eine für Gäste kostenlose Bregenzerwaldcard aus, um den öffentlichen Verkehr zu stärken und gleichzeitig den Individual- und Freizeitverkehr zu reduzieren.